# Vriesea gibba
Vriesea gibba är en gräsväxtart som beskrevs av Lyman Bradford Smith. Vriesea gibba ingår i släktet Vriesea och familjen Bromeliaceae. Inga underarter finns listade i Catalogue of Life.